# ۳ (ترانه بریتنی اسپیرز)
۳ (به انگلیسی:۳) نام آهنگی از خواننده و آهنگ‌ساز پاپ آمریکایی بریتنی اسپیرز است که به عنوان یک تکآهنگ از آلبوم مجموعه تک‌آهنگ‌ها در تاریه ۲ اکتبر ۲۰۰۹ به فرمت دیجیتال دانلود به بازار عرضه شد. تهیه‌کنندگی این کار برعهدهٔ مکس مارتین و شلبرگ بوده‌است. متن این ترانه در مورد یک گروه سه نفرهٔ فونک آمریکایی به نام پیتر، پل و ماری است. این ترانه در بین بهترین ترانه‌های کشورهای استرالیا، کانادا، سوئد و آمریکا قرار گرفت و مقام اول را در بیلبورد ۱۰۰ بدست آورد. همچنین این ترانه بین پنجاه ترانهٔ شماره یک در تاریخ را بدست آورد.